# Gare de Chandieu - Toussieu
La gare de Chandieu - Toussieu est une gare ferroviaire française, de la ligne de Lyon-Perrache à Marseille-Saint-Charles (via Grenoble), située sur le territoire de la commune française de Saint-Pierre-de-Chandieu, à proximité de Toussieu, dans le département du Rhône en région Auvergne-Rhône-Alpes.
Elle est mise en service en 1858 par la Compagnie des chemins de fer du Dauphiné, puis elle deviendra après fusion une gare de la Compagnie des chemins de fer de Paris à Lyon et à la Méditerranée (PLM).
Elle est fermée au trafic voyageurs depuis 2007. En 2016, une installation terminale embranchée (ITE) dépend de la zone géographique de cette gare.

## Situation ferroviaire
Établie à 252 mètres d'altitude, la gare de Chandieu - Toussieu est située au point kilométrique (PK) 17,864 de la ligne de Lyon-Perrache à Marseille-Saint-Charles (via Grenoble), entre les gares de Saint-Priest et d'Heyrieux (fermée).

## Histoire
La gare de Chandieu - Toussieu est mise en service le 1er juillet 1858 par la Compagnie des chemins de fer du Dauphiné, lorsqu'elle ouvre à l'exploitation la première section de Lyon à Bourgoin de sa concession de Lyon à Grenoble. Le 22 juillet 1858, la Compagnie du Dauphiné fusionne avec la Compagnie des chemins de fer de Paris à Lyon et à la Méditerranée (PLM). Néanmoins elle ne devient véritablement une gare du réseau PLM que deux ans plus tard car la convention de fusion prévoit que la fusion sera effective qu'après deux années d'exploitation de la ligne.
En 1911, c'est une gare de la Compagnie du PLM, qui peut recevoir et expédier des dépêches privées[Quoi ?] et qui est ouverte aux services complets de la grande et de la petite vitesse, à l'exclusion des chevaux chargés dans des wagons-écuries s'ouvrant en bout et des voitures à quatre roues, à deux fonds et à deux banquettes dans l'intérieur, omnibus, diligences, etc.. Elle est située sur la ligne de Lyon à Grenoble et à Marseille, entre les gares de Saint-Priest et d'Heyrieux.
La gare est fermée au service des voyageurs le 9 décembre 2007, à l'occasion de la mise en œuvre de la première phase du cadencement du TER Rhône-Alpes.

## Service des marchandises
Chandieu - Toussieu est ouverte au service du fret pour un service d'installations terminales embranchées (ITE) avec un accord pour une desserte en trafic wagon isolé. En 2016, une ITE dépend de la gare.